# 청양 읍내리 석조여래삼존입상
청양 읍내리 석조여래삼존입상(靑陽 邑內里 石造如來三尊立像)은 대한민국 충청남도 청양군에 있는, 고려시대의 불상이다.
1963년 1월 21일 대한민국의 보물 제197호 청양 석조삼존불입상(靑陽 石造三尊佛立像)으로 지정되었다가, 2010년 8월 25일 현재의 명칭으로 변경되었다.

## 개요
광배(光背)와 대좌(臺座)를 따로 가지고 있는 독립된 불상이 삼존불(三尊佛)을 이루고 있다.
본존불은 당당한 체구의 불상으로 머리에는 큼직한 상투 모양의 머리묶음이 있고, 직사각형에 가까운 얼굴에서는 강인한 인상을 풍기고 있다. 어깨는 넓고 당당하며 군데군데 옷 사이로 드러난 신체 역시 당당하고 강인한 느낌을 준다. 양 어깨에 걸쳐 입은 옷은 가슴에서 발목 부분까지 U자형의 주름을 이루면서 내려오고 있으며, 다리 사이에는 바지 자락이 표현되어 있다. 부처의 몸에서 나오는 빛을 상징하는 광배는 배(舟) 모양으로 불상과 같은 돌로 만들었는데, 파손이 심해서 세부표현을 확인하기 어렵다.
왼쪽 협시보살도 왼쪽 어깨에서부터 오른쪽 허리까지 부러진 것을 복원하여 놓은 것이다. 얼굴은 본존과 같은 형태지만 훨씬 부드러우며, 허리를 왼쪽으로 약간 틀어 몸의 중심을 본존쪽으로 두고 있다. 옷은 밑부분이 넓게 퍼져 무겁고 둔중한 느낌이 든다. 오른쪽 협시보살 역시 모든 면에서 왼쪽과 같으나 윤곽이 둥글고 앳된 모습이 다르다.
당당한 신체표현, 강인한 신체묘사, 유려한 각선 등에서 상당한 기량을 보이고 있지만, 평판적인 신체묘사와 형식화된 조각기법으로 볼 때 고려 초기의 작품으로 추정된다.

## 현지 안내문

### 국문 설명
청양 읍내리 석조여래삼존입상
靑陽 邑內里 石造如來三尊立像
보물 제 197호(1963년 1월 21일)
청양읍 칠갑산로 9길 58, 규모: 3구 (본존불 310cm, 좌협시 223cm, 우협시 225cm)
청양 읍내리 석조여래삼존입상은 고려시대 불상 양식에 따라 만들어진 불상이다. 석조여래 삼존입상은 돌로 만든 부처가 가운데 있고 좌우로 부처나 보살이 서 있는 형태를 뜻한다. 본래 읍내리 1구에 있었으나 1961년 용암사로 옮겨왔고, 1981년에 보호각을 짓고 모셨다. 가운데에 있는 본존불(本尊佛)과 좌우에 있는 협시불(脇侍佛)은 각각 머리 뒤의 후광을 표현한 광배(光背)와 네모난 대좌(臺座)가 따로 있다. 본존불의 얼굴은 마모되어 윤곽만 남아 있지만 소박한 미소를 띠고 있는 모습이다. 귀는 턱까지 내려왔으며 목에는 수행의 단계를 상징하는 삼도(三道)가 표현되어 있다. 대좌는 앞면에 3개, 옆면에 2개씩 코끼리의 눈을 닮은 안상(眼象)을 새겼는데 이는 고려시대의 방식으로 보인다. 좌우 협시물의 조각 방식은 거의 같고, 몸을 약간 틀어 본존불 쪽을 향하고 있다. 왼쪽의 협시불은 섬세한 옷자락 사이로 목걸이 장식이 보이고, 옷자락은 3가닥씩 T자형으로 늘어져 있다. 오른쪽의 협시불은 왼손이 무릎까지 내려와 있다.

### 영문 설명
Stone Standing Buddha Triad in Eumnae-ri, Cheongyang
Treasure No. 197 (designated on January 21, 1963)
This stone Buddha triad is presumed to have been made during the Goryeo period (918-1392). It is comprised of a main buddha at the center and two attendant buddhas to either side.
It was found at a nearby Buddhist temple site along with a three-story stone pagoda (Cultural Heritage Material No. 148). The triad was moved to its current location on the southern base of Usan Mountain in 1961 and a pavilion was built to enshrine it in 1981.
Each buddha has its own halo and pedestal. The main buddha’s facial features have been severely worn away. However, the high protuberance on the top of the main buddha’s head, which symbolizes the wisdom of the Buddha, and the three creases encircling the neck, which represent the “three destinies” of afflictions, actions, and suffering, are well preserved. The attendant buddhas are similar to one another in style.

## 같이 보기
- 청양 삼층석탑 - 충청남도의 유형문화재 제148호

## 참고 자료
- 청양 읍내리 석조여래삼존입상 - 국가유산청 국가유산포털